# Ještěd (Skisprungschanzen)
Die Skisprungschanzen am Berg Ještěd (deutsch Jeschken) im nordböhmischen Liberec (deutsch Reichenberg) sind immer wieder Austragungsort für Weltcupspringen. 2009 wurden hier Wettbewerbe ausgetragen, als Liberec die 47. Nordischen Skiweltmeisterschaft ausrichtete.

## Geschichte
Schon zu Beginn des vorigen Jahrhunderts war Liberec ein Zentrum des Skisports. Bereits in den 1920er-Jahren gab es mehrere Sprungschanzen in verschiedenen Ortsteilen der Stadt.
Am 1012 m hohen Berg Ještěd wurden im Jahr 1966 die ersten Schanzen errichtet. Es handelte sich um eine K90- und eine K70-Schanze, die sich seither den Aufsprunghang teilten. Für die Juniorenweltmeisterschaft 1976 wurden beide Schanzen neu errichtet und erhielten einen Kampfrichterturm.
In den 1980er Jahren kam noch eine K50-Schanze dazu, diese konnte zeitweise auch im Sommer besprungen werden. Zu dieser Zeit wurden zahlreiche internationale Wettkämpfe, wie zum Beispiel die sogenannte Bohemia Tournee und Wettbewerbe in der Nordischen Kombination vor großer Zuschauerkulisse ausgetragen werden.
1992 wurden die Schanzen erneut modernisiert, später kam auch ein Schanzenlift dazu.
Für die Weltmeisterschaften 2009 wurde ein neuer Kampfrichterturm errichtet und eine Flutlichtanlage installiert. Außerdem wurden alle vier Schanzen mit Matten belegt und sind somit ganzjährig nutzbar.

## Internationale Wettbewerbe
Genannt werden alle von der FIS organisierten Sprungwettbewerbe.
| Datum              | Kategorie         | Schanze | 1. Platz                                                                       | 2. Platz                                                                     | 3. Platz                                                               |
| ------------------ | ----------------- | ------- | ------------------------------------------------------------------------------ | ---------------------------------------------------------------------------- | ---------------------------------------------------------------------- |
| 1976               | Junioren-EM       | K88     | Anton Innauer                                                                  | Klaus Ostwald                                                                | František Novák                                                        |
| 11. Januar 1981    | Weltcup           | K88     | Roger Ruud                                                                     | Hans Wallner                                                                 | Pjotr Sunin                                                            |
| 15. Januar 1984    | Weltcup           | K115    | Jens Weißflog                                                                  | Klaus Ostwald                                                                | Per Bergerud                                                           |
| 12. Januar 1986    | Weltcup           | K115    | Piotr Fijas                                                                    | Ernst Vettori                                                                | Ladislav Dluhoš                                                        |
| 9. Januar 1988     | Weltcup           | K115    | Wettkampf abgesagt                                                             | Wettkampf abgesagt                                                           | Wettkampf abgesagt                                                     |
| 14. Januar 1989    | Weltcup           | K120    | Jon Inge Kjørum Pavel Ploc                                                     |                                                                              | Ari-Pekka Nikkola                                                      |
| 14. Januar 1990    | Weltcup           | K120    | Werner Haim                                                                    | Pavel Ploc                                                                   | Pawel Kustow                                                           |
| 15. Januar 1994    | Weltcup           | K90     | Espen Bredesen                                                                 | Jaroslav Sakala                                                              | Roberto Cecon                                                          |
| 16. Januar 1994    | Weltcup           | K120    | Jaroslav Sakala                                                                | Espen Bredesen                                                               | Lasse Ottesen                                                          |
| 9. Dezember 2000   | Weltcup           | K120    | Wettkampf abgesagt                                                             | Wettkampf abgesagt                                                           | Wettkampf abgesagt                                                     |
| 10. Dezember 2000  | Weltcup           | K120    | Wettkampf abgesagt                                                             | Wettkampf abgesagt                                                           | Wettkampf abgesagt                                                     |
| 21. Dezember 2002  | Continental Cup   | K120    | Thomas Morgenstern                                                             | Lars Bystøl                                                                  | Jakub Janda                                                            |
| 22. Dezember 2002  | Continental Cup   | K120    | Thomas Morgenstern                                                             | Jakub Janda                                                                  | Anders Bardal                                                          |
| 11. Januar 2003    | Weltcup           | K120    | Thomas Morgenstern                                                             | Andreas Widhölzl                                                             | Jakub Janda                                                            |
| 12. Januar 2003    | Weltcup           | K120    | Wettkampf abgesagt                                                             | Wettkampf abgesagt                                                           | Wettkampf abgesagt                                                     |
| 10. Januar 2004    | Weltcup           | K120    | Janne Ahonen                                                                   | Thomas Morgenstern                                                           | Martin Höllwarth                                                       |
| 11. Januar 2004    | Weltcup           | K120    | Janne Ahonen                                                                   | Bjørn Einar Romøren                                                          | Andreas Küttel                                                         |
| 8. Februar 2008    | Weltcup           | HS134   | Thomas Morgenstern                                                             | Gregor Schlierenzauer                                                        | Andreas Küttel                                                         |
| 9. Februar 2008    | Weltcup           | HS134   | Anders Jacobsen                                                                | Gregor Schlierenzauer                                                        | Martin Koch                                                            |
| 3. Oktober 2008    | Continental Cup   | HS100   | Ulrike Gräßler                                                                 | Izumi Yamada                                                                 | Magdalena Schnurr                                                      |
| 4. Oktober 2008    | Continental Cup   | HS100   | Ulrike Gräßler                                                                 | Nata De Leeuw                                                                | Alissa Johnson                                                         |
| 4. Oktober 2008    | Grand Prix        | HS134   | Gregor Schlierenzauer                                                          | Daiki Itō                                                                    | Martin Koch                                                            |
| 20. Dezember 2008  | Continental Cup   | HS134   | Daniel Lackner                                                                 | Florian Schabereiter Roman Trofimow                                          |                                                                        |
| 20. Dezember 2008  | Continental Cup   | HS134   | Atle Pedersen Rønsen                                                           | Rok Urbanc                                                                   | Lukáš Hlava                                                            |
| 20. Februar 2009   | Weltmeisterschaft | HS100   | Lindsey Van                                                                    | Ulrike Gräßler                                                               | Anette Sagen                                                           |
| 21. Februar 2009   | Weltmeisterschaft | HS100   | Wolfgang Loitzl                                                                | Gregor Schlierenzauer                                                        | Simon Ammann                                                           |
| 27. Februar 2009   | Weltmeisterschaft | HS134   | Andreas Küttel                                                                 | Martin Schmitt                                                               | Anders Jacobsen                                                        |
| 28. Februar 2009   | Weltmeisterschaft | HS134   | ÖsterreichWolfgang Loitzl Martin Koch Thomas Morgenstern Gregor Schlierenzauer | NorwegenAnders Bardal Tom Hilde Johan Remen Evensen Anders Jacobsen          | JapanShōhei Tochimoto Takanobu Okabe Daiki Itō Noriaki Kasai           |
| 1. Oktober 2010    | Continental Cup   | HS100   | Elena Runggaldier                                                              | Jacqueline Seifriedsberger                                                   | Line Jahr                                                              |
| 1. Oktober 2010    | Grand Prix        | HS134   | Adam Małysz                                                                    | Tom Hilde                                                                    | Kamil Stoch                                                            |
| 15. Februar 2011   | EYOF              | HS100   | Jarkko Määttä                                                                  | Ulrich Wohlgenannt                                                           | Mats Berggaard                                                         |
| 17. Februar 2011   | EYOF              | HS100   | PolenKrzysztof Biegun Mateusz Kojzar Aleksander Zniszczoł Klemens Murańka      | FinnlandMiika Ylipulli Miika Taskinen Juho Ojala Jarkko Määttä               | DeutschlandMichael Herrmann Ludwig Pohle Michael Zachrau Florian Menz  |
| 18. Februar 2012   | Continental Cup   | HS100   | Sarah Hendrickson                                                              | Daniela Iraschko                                                             | Sara Takanashi                                                         |
| 18. Februar 2012   | FIS-Cup           | HS100   | Cene Prevc                                                                     | Dusty Korek                                                                  | Alessio De Crignis                                                     |
| 19. Februar 2012   | Continental Cup   | HS100   | Wettkampf abgesagt (starker Schneefall)                                        | Wettkampf abgesagt (starker Schneefall)                                      | Wettkampf abgesagt (starker Schneefall)                                |
| 19. Februar 2012   | FIS-Cup           | HS100   | Wettkampf abgesagt (starker Schneefall)                                        | Wettkampf abgesagt (starker Schneefall)                                      | Wettkampf abgesagt (starker Schneefall)                                |
| 24. Januar 2013    | Junioren-WM       | HS100   | Sara Takanashi                                                                 | Evelyn Insam                                                                 | Katja Požun                                                            |
| 24. Januar 2013    | Junioren-WM       | HS100   | Jaka Hvala                                                                     | Klemens Murańka                                                              | Stefan Kraft                                                           |
| 26. Januar 2013    | Junioren-WM       | HS100   | SlowenienUrša Bogataj Ema Klinec Špela Rogelj Katja Požun                      | FrankreichLéa Lemare Océane Avocat Gros Julia Clair Coline Mattel            | DeutschlandRamona Straub Pauline Heßler Svenja Würth Katharina Althaus |
| 26. Januar 2013    | Junioren-WM       | HS100   | SlowenienAnže Semenič Ernest Prišlič Cene Prevc Jaka Hvala                     | PolenBartłomiej Kłusek Krzysztof Biegun Aleksander Zniszczoł Klemens Murańka | DeutschlandKarl Geiger Michael Dreher Tobias Löffler Andreas Wellinger |
| 2. März 2013       | Continental Cup   | HS100   | Marinus Kraus                                                                  | Kim René Elverum Sorsell                                                     | Matic Kramaršič                                                        |
| 3. März 2013       | Continental Cup   | HS100   | Marinus Kraus                                                                  | Fredrik Bjerkeengen Matic Kramaršič                                          |                                                                        |
| 28. September 2018 | Grand Prix        | HS134   | Wettkampf abgesagt                                                             | Wettkampf abgesagt                                                           | Wettkampf abgesagt                                                     |
| 22. Februar 2020   | FIS Cup           | HS100   | Wettkampf abgesagt                                                             | Wettkampf abgesagt                                                           | Wettkampf abgesagt                                                     |
| 23. Februar 2020   | FIS Cup           | HS100   | Wettkampf abgesagt                                                             | Wettkampf abgesagt                                                           | Wettkampf abgesagt                                                     |

## Ještěd „A“
Die Großschanze in Liberec wird regelmäßig für Weltcupspringen genutzt. Der letzte Wettbewerb dieser Serie fand am 8. und 9. Januar 2008 statt, Thomas Morgenstern und Anders Jacobsen konnten damals die Wettbewerbe für sich entscheiden. Auch für Weltcupwettbewerbe in der Nordischen Kombination wird die Schanze immer wieder genutzt. Hier wurde der letzte Wettbewerb am 23. Januar 2005 ausgetragen, der Sieger hieß Hannu Manninen. 2010 wurde zudem ein Springen der Sommerserie Grand Prix auf dieser Schanze ausgetragen.

### Technische Daten
| Ještěd „A“ Liberec              | Ještěd „A“ Liberec |
| Anlauf                          | Anlauf             |
| ------------------------------- | ------------------ |
| Anlauflänge                     | 128,7 m            |
| Anlaufgeschwindigkeit           | ca. 93 km/h        |
| Schanzentisch                   |                    |
| Tischhöhe                       | 3 m                |
| Neigung des Schanzentisches (α) | 10,5°              |
| Aufsprung                       |                    |
| Hillsize                        | 134 m              |
| Konstruktionspunkt              | 120 m              |
| K-Punkt Neigungswinkel (β)      | 35,0°              |

### Schanzenrekord
Der inoffizielle Rekord auf der Großschanze liegt bei 140,5 m, gesprungen von Eric Frenzel beim Weltcup der Nordischen Kombination am 17. Februar 2008.
- 139,0 m –  Janne Ahonen, 11. Januar 2004 (WC)

## Ještěd „B“
Die kleine Schanze von Liberec wird nicht für internationale Wettbewerbe der Männer genutzt (abgesehen von der Nordischen Ski-WM 2009). Sie ist aber ein wichtiges Trainingszentrum für den Skiverband der Tschechischen Republik und es finden dort auch Continental-Cup-Springen der Damen statt. Auch die Springen bei den Juniorenweltmeisterschaften 2013 wurden auf dieser Schanze ausgetragen.

### Technische Daten
| Ještěd „B“ Liberec              | Ještěd „B“ Liberec |
| Schanzentisch                   | Schanzentisch      |
| ------------------------------- | ------------------ |
| Neigung des Schanzentisches (α) | 10,5°              |
| Aufsprung                       |                    |
| Hillsize                        | 100 m              |
| Konstruktionspunkt              | 90 m               |
| K-Punkt Neigungswinkel (β)      | 35,0°              |

### Schanzenrekord
Der inoffizielle Rekord auf der kleinen Schanze liegt bei 114,0 m, gesprungen von Mats Sohagen Berggård beim Olympischen Festival der Europäischen Jugend am 15. Februar 2011.
- 104,5 m  Harri Olli, 21. Februar 2009 (WM)

## Weitere Schanzen
Zusätzlich gab es noch eine K50- und eine K14-Schanze. Beide waren jedoch baufällig und wurden bei der Modernisierung für die WM abgerissen.